# Elecciones provinciales de Santiago del Estero de 2008
Las elecciones generales de Santiago del Estero de 2008 se realizaron el 30 de noviembre de 2008 para escoger al gobernador del período 2009-2013 y a los 40 diputados de la Legislatura Provincial. Gerardo Zamora, del Frente Cívico por Santiago (asociado al Frente para la Victoria a nivel nacional), obtuvo una victoria aplastante con el 85,30% de los votos, superando por 80,40 puntos porcentuales a Marcelo Lugones, candidato de Fuerza de Unidad Popular (asociado a la Unión Cívica Radical), que obtuvo el 4,90%. El candidato juarista, Francisco Cavallotti, quedó relegado al tercer lugar con el 2,70% de los votos. En el plano legislativo, el Frente Cívico dominó la Legislatura Provincial con una mayoría absoluta de 27 escaños y otros 8 que pertenecían a organizaciones afines, dándole una supermayoría de 35 diputados, teniendo el 87% de la Legislatura bajo su control. La abstención fue extremadamente alta, alcanzando un 42,12% del electorado registrado, siendo que el voto en Argentina y todas sus provincias es obligatorio.

## Resultados

### Gobernador y vicegobernador
| Fórmula                | Fórmula                | Partido               | Partido                                             | Votos   | %     |
| Gobernador             | Vicegobernador         | Partido               | Partido                                             | Votos   | %     |
| ---------------------- | ---------------------- | --------------------- | --------------------------------------------------- | ------- | ----- |
| Gerardo Zamora         | Ángel Niccolai         |                       | Frente Cívico por Santiago                          | 271.810 | 85,30 |
| Marcelo Lugones        | José Luis Bertero      |                       | Fuerza de Unidad Popular                            | 15.614  | 4,90  |
| Francisco Cavallotti   | José Antonio Azar      |                       | Frente Cruzada y Lealtad                            | 8.609   | 2,70  |
| Vicente Lo Bruno       | Leonardo Fabri         |                       | Propuesta Republicana                               | 4.132   | 1,30  |
| Rosendo Salto          | Antonio Abattedaga     |                       | Movimiento de Integración y Desarrollo              | 3.393   | 1,06  |
| Aldo Bravo             | Ramón Álvarez          |                       | Partido Socialista                                  | 3.068   | 0,96  |
| Cristina Urquiza       | Abel Jaimes            |                       | Movimiento Socialista de los Trabajadores           | 2.442   | 0,77  |
| Antonio Calabrese      | Alfredo Barrionuevo    |                       | Partido Dignidad Popular - Coalición Cívica ARI     | 1.984   | 0,62  |
| Francisco Vargas       | José Gómez             |                       | Movimiento de Acción Vecinal                        | 1.679   | 0,53  |
| Andrea del Carmen Ruiz | Carlos Leonardo Fazzio |                       | Partido Obrero                                      | 1.374   | 0,43  |
| Rosendo Allub          | José Rodolfo Trejo     |                       | Movimiento de Bases Independientes                  | 1.294   | 0,41  |
| Miguel Ángel Torres    | Juan Domingo Cejas     |                       | El Movimiento de las Provincias Unidas              | 903     | 0,28  |
| Mateo Martín López     | Sara Abdala            |                       | Frente Concertación Plural                          | 861     | 0,27  |
| Celeste De Petris      | Juan Facundo Aguirre   |                       | Unión del Centro Democrático                        | 693     | 0,22  |
| Mauricio Migueles      | Víctor Carabajal       |                       | Movimiento Independiente de Jubilados y Desocupados | 582     | 0,18  |
| Ledesma                | Sokolic                |                       | Partido Popular                                     | 229     | 0,07  |
| Votos positivos        | Votos positivos        | Votos positivos       | Votos positivos                                     | 318.667 | 97,21 |
| Votos en blanco        | Votos en blanco        | Votos en blanco       | Votos en blanco                                     | 6.352   | 1,94  |
| Votos nulos            | Votos nulos            | Votos nulos           | Votos nulos                                         | 2.804   | 0,86  |
| Participación          | Participación          | Participación         | Participación                                       | 327.823 | 57,88 |
| Electores registrados  | Electores registrados  | Electores registrados | Electores registrados                               | 566.370 | 100   |
| Fuente:                |                        |                       |                                                     |         |       |

### Cámara de Diputados
| Partido               | Partido                                             | Partido                                             | Votos   | %     | Bancas | Electos |
| --------------------- | --------------------------------------------------- | --------------------------------------------------- | ------- | ----- | --- | --- |
|                       |                                                     | Frente Cívico por Santiago                          | 190.212 | 59,50 | 27/40 | Ver electos: - Marcelo Alejandro Barbur - Andrés Ernesto Bernasconi - Castor López - Silvia Antonia Borlone - Jorge Enrique Bustos - Celia Campitelli de Dib - Mirta Del Valle Collado de Lescano - Oscar Ángel Don - Noemí Claudia Garnica de Mema - Luciano Isaac Garzón - Sandra del Valle Generoso - Mónica González de Toranzo - Luis Alberto González - Manuel Humberto Juárez - Susana Julián - Alba Gloria Luna - Ángel Adalberto Llamazares - Eduardo Miguel Makhoul - Nora Beatriz Mercado - Gerardo Antenor Montenegro - Graciela Navarro - Juan Bautista Navarro - Estela Mary Neder - Yolanda Noemí Paladea - Blanca Felisa Porcel - José Fortunato Vittar - María Alejandra Yositake |
|                       | Frente Compromiso Social                            | 33.875                                              | 10,60   | 4/40  | Ver electos: - Raúl Francisco Lorenzo - Mabel Mathieu de Llinas - Walter Santa Cruz - Nélida Bibiana Solorza | |
|                       | Partido de la Corriente Renovadora                  | 28.124                                              | 8,80    | 4/40  | Ver electos: - César Iturre (h) - Belma Mirta Jiménez - Ramón Dardo Mansilla - Claudia Roxana Uequin         | |
|                       | Partido de la Victoria                              | 2.359                                               | 0,74    |       | | |
| Total Alianza         | Total Alianza                                       | Total Alianza                                       | 254.570 | 79,64 | 35/40 | |
|                       | Fuerza de Unidad Popular                            | Fuerza de Unidad Popular                            | 18.907  | 5,91  | 2/40 | - Inés Trogolo de Marozzi - José Zavalía |
|                       | Frente Justicialista para la Victoria               | Frente Justicialista para la Victoria               | 14.358  | 4,49  | 2/40 | - José Walter Fares Ruiz - Gabriela Alejandra Ortiz |
|                       | Frente Cruzada y Lealtad                            | Frente Cruzada y Lealtad                            | 7.895   | 2,47  | 1/40 | - Francisco Alberto Cavallotti (h) |
|                       | Propuesta Republicana                               | Propuesta Republicana                               | 4.266   | 1,33  | | |
|                       | Movimiento de Integración y Desarrollo              | Movimiento de Integración y Desarrollo              | 3.275   | 1,02  | | |
|                       | Partido Socialista                                  | Partido Socialista                                  | 3.088   | 0,97  | | |
|                       | Movimiento Socialista de los Trabajadores           | Movimiento Socialista de los Trabajadores           | 2.586   | 0,81  | | |
|                       | Partido Dignidad Popular - Coalición Cívica ARI     | Partido Dignidad Popular - Coalición Cívica ARI     | 2.286   | 0,72  | | |
|                       | Movimiento de Acción Vecinal                        | Movimiento de Acción Vecinal                        | 1.921   | 0,60  | | |
|                       | Movimiento de Bases Independientes                  | Movimiento de Bases Independientes                  | 1.844   | 0,58  | | |
|                       | Partido Obrero                                      | Partido Obrero                                      | 1.412   | 0,44  | | |
|                       | El Movimiento de las Provincias Unidas              | El Movimiento de las Provincias Unidas              | 1.005   | 0,31  | | |
|                       | Frente Concertación Plural                          | Frente Concertación Plural                          | 939     | 0,29  | | |
|                       | Unión del Centro Democrático                        | Unión del Centro Democrático                        | 737     | 0,23  | | |
|                       | Movimiento Independiente de Jubilados y Desocupados | Movimiento Independiente de Jubilados y Desocupados | 580     | 0,18  | | |
| Votos positivos       | Votos positivos                                     | Votos positivos                                     | 319.669 | 97,79 | | |
| Votos en blanco       | Votos en blanco                                     | Votos en blanco                                     | 5.183   | 1,59  | | |
| Votos nulos           | Votos nulos                                         | Votos nulos                                         | 2.050   | 0,63  | | |
| Participación         | Participación                                       | Participación                                       | 326.902 | 57,72 | | |
| Electores registrados | Electores registrados                               | Electores registrados                               | 566.370 | 100   | | |
| Fuente:               |                                                     |                                                     |         |       | | |